# هيرس
القمر هيرس (بالإنجليزية: Herse)‏ هو قمر طبيعي غير نظامي يتحرك بحركة تراجعية تابع لكوكب المشتري.
و ينتمي هذا القمر إلى مجموعة كارم المكونة جميعها من أقمار غير نظامية وتتحرك بحركة تراجعية دائرة حول المشتري على مسافة تتراوح بين 23 و24 جيجامتر وزاوية ميلان تبلغ تقريباً 165°.

## اكتشافه
اكتشف هذا القمر فريق من علماء الفلك مكون من بريت جلادمان وجون كافلارس في فبراير عام 2003 للميلاد، وتمت تسميته مؤقتاً بالاسم S/2003 J 17 
و من ثم تمت تسميته نسبة إلى هيرس ابنة زيوس وسيلين حسب الميثولوجيا الإغريقية. بتاريخ 11 نوفمبر 2009 للميلاد.

## خصائصه
يدور هذا القمر حول كوكب المشتري على مسافة متوسطة تبلغ 22,134 ميغامتر في 672.752 يوماً، بزاوية ميل يبلغ قدرها 165 درجة في اتجاه (°161 من خط الاستواء في المشتري) حسب مسير الشمس مع شذوذ مداري يبلغ قدره 0.2493.
و يبلغ قطر هذا القمر حوالي كيلومترين.